# Hugh Cuming

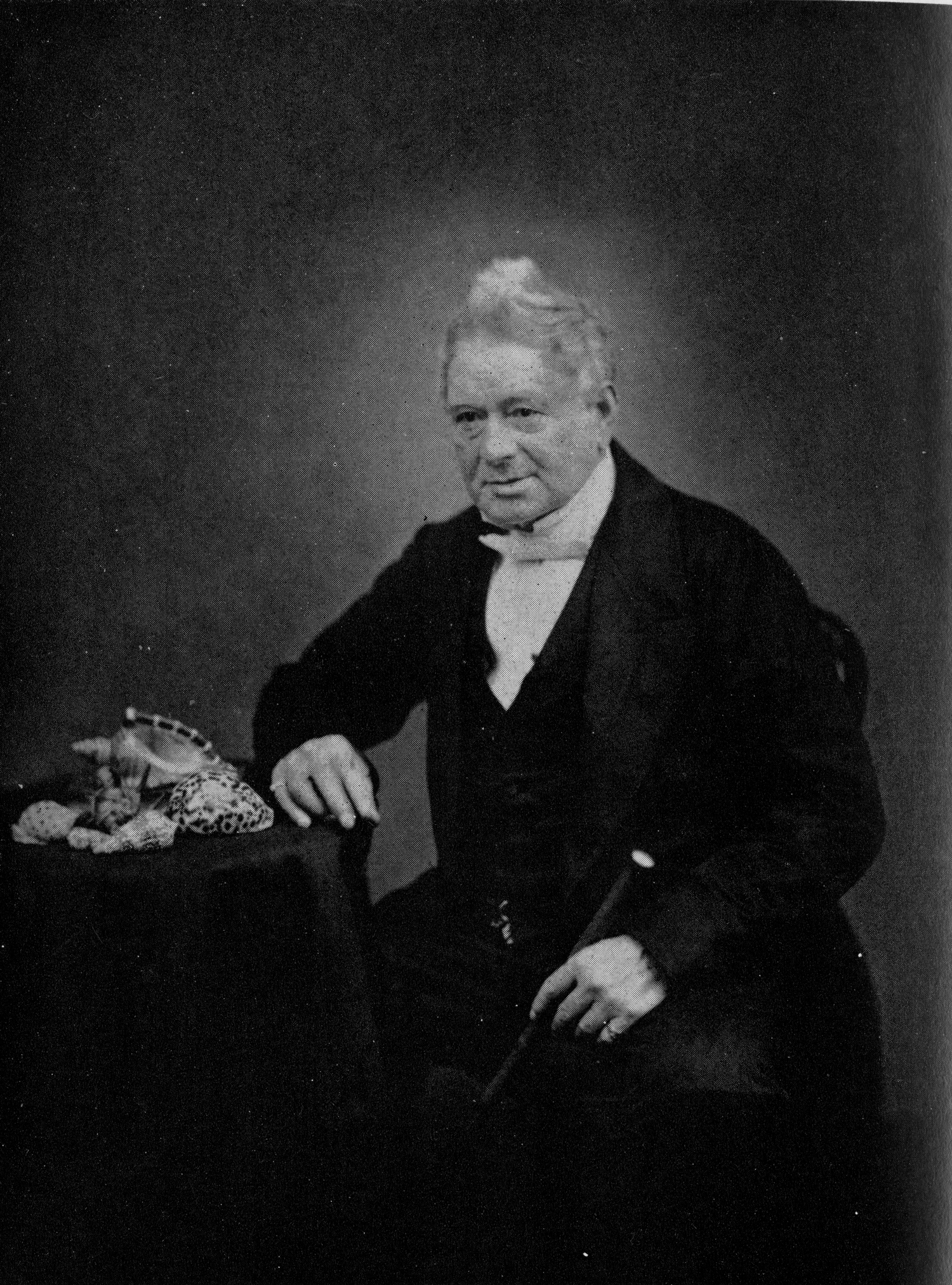
Hugh Cuming

Hugh Cuming, auch Hugh Cumming, (* 14. Februar 1791 in Washbrook, Devon; † 10. August 1865 in London) war ein englischer Naturforscher (englisch naturalist) und Malakologe. Bekannt geworden ist er vor allem wegen seiner großen und bedeutenden Sammlung von Weichtieren, für die er auch als Prince of Collectors („Fürst der Sammler“) bezeichnet wurde.

## Leben und Wirken
Cuming wurde in West Alvington (Grafschaft Devon) geboren, machte eine Lehre als Segelmacher und übersiedelte im Alter von 28 Jahren nach Chile (Valparaíso), wo er mit dem Sammeln von Schnecken der südwestpazifischen Region begann, die er auch mit eigener Yacht befuhr. Im Jahre 1831 kehrte er nach England zurück. Eine zweite größere Reise führte ihn zwischen 1836 und 1839 auf die Philippinen.
Cumings Sammlung von Weichtiere umfasste 82.992 Exemplare, als sie vom Naturkundemuseum in London, dem Natural History Museum, im Jahre 1866 für den stattlichen Preis von 6000 Pfund Sterling erworben wurde. Diese Sammlung lieferte zahlreichen Zoologen dringend benötigtes Untersuchungsmaterial. Mehrere bedeutende malakologische Arbeiten basierend vorwiegend auf Stücken aus Cumings Sammlung, etwa Lovell Augustus Reeves Conchologia Iconica (1843–1878) in 20 Bänden sowie der Thesaurus Conchyliorum von George Brettingham Sowerby I (1842–1887, fünf Bände). Auch Wilhelm Dunker gehörte zu den Malakologen, die intensiv im Austausch mit Cuming standen, sein Material untersuchten und daraus neue Arten beschrieben.
Neben Conchylien sammelte er auch getrocknete Pflanzen und lebende Orchideen.
Die wissenschaftlichen Namen der Südlichen Luzon-Riesenborkenratte (Phloeomys cumingi), des Hühnervogels Megapodius cumingii und der Meeresschnecke Cribrarula cumingii ehren Hugh Cuming.

## Mitgliedschaften
1842 wurde Cuming von Sauveur Abel Aubert Petit de la Saussaye als Mitglied Nummer 252 der Société Cuvierienne vorgestellt.